# Töitschu

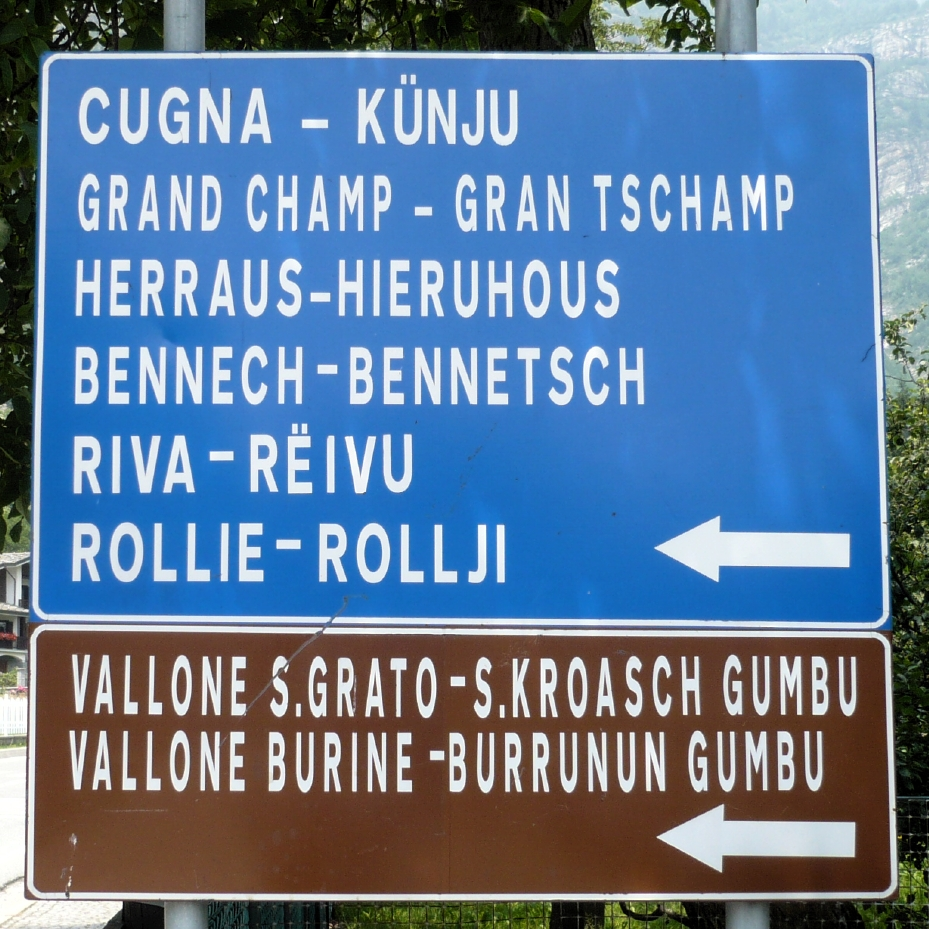
Cartell bilingüe italià-töitschu a Issime

El töitschu (nom local alternatiu: eischemtöitschu) és un dialecte de la llengua walser parlada en el comú valdostà d'Issime, en l'alta Vall del Lys.És reconegut per la Unesco com a llengua en perill d'extinció.

## Pare Nostre en töitschu (Z'Poater)
Ündschen Atte das bischt im hümmil
déin noame ischt heiligi,
das d'cheemischt an biten,
das allz séggi wi d'willischt
sua im hümmil wi vom heert.
Gib nündsch all Gottsch toaga
ünz bruat. Tut nündsch varzin
ündsch schuldini wi wir varzin deene
das sén ündsch schuldig, loanündsch
nöit vallen im schwache weg
wa hüt nündsch vam allem übbil.